# Triumph TR5

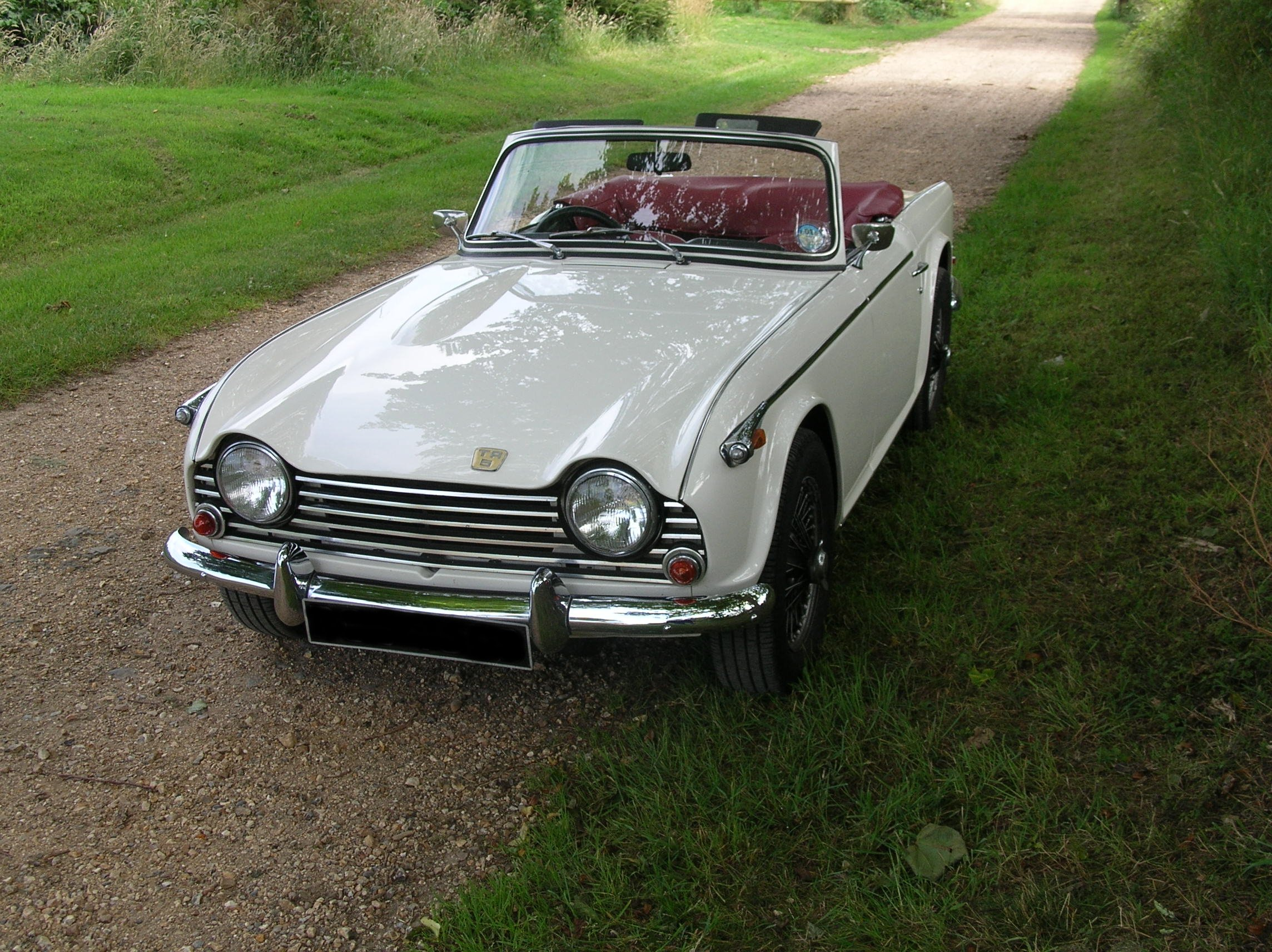
TR5 de 1968. Vista delantera

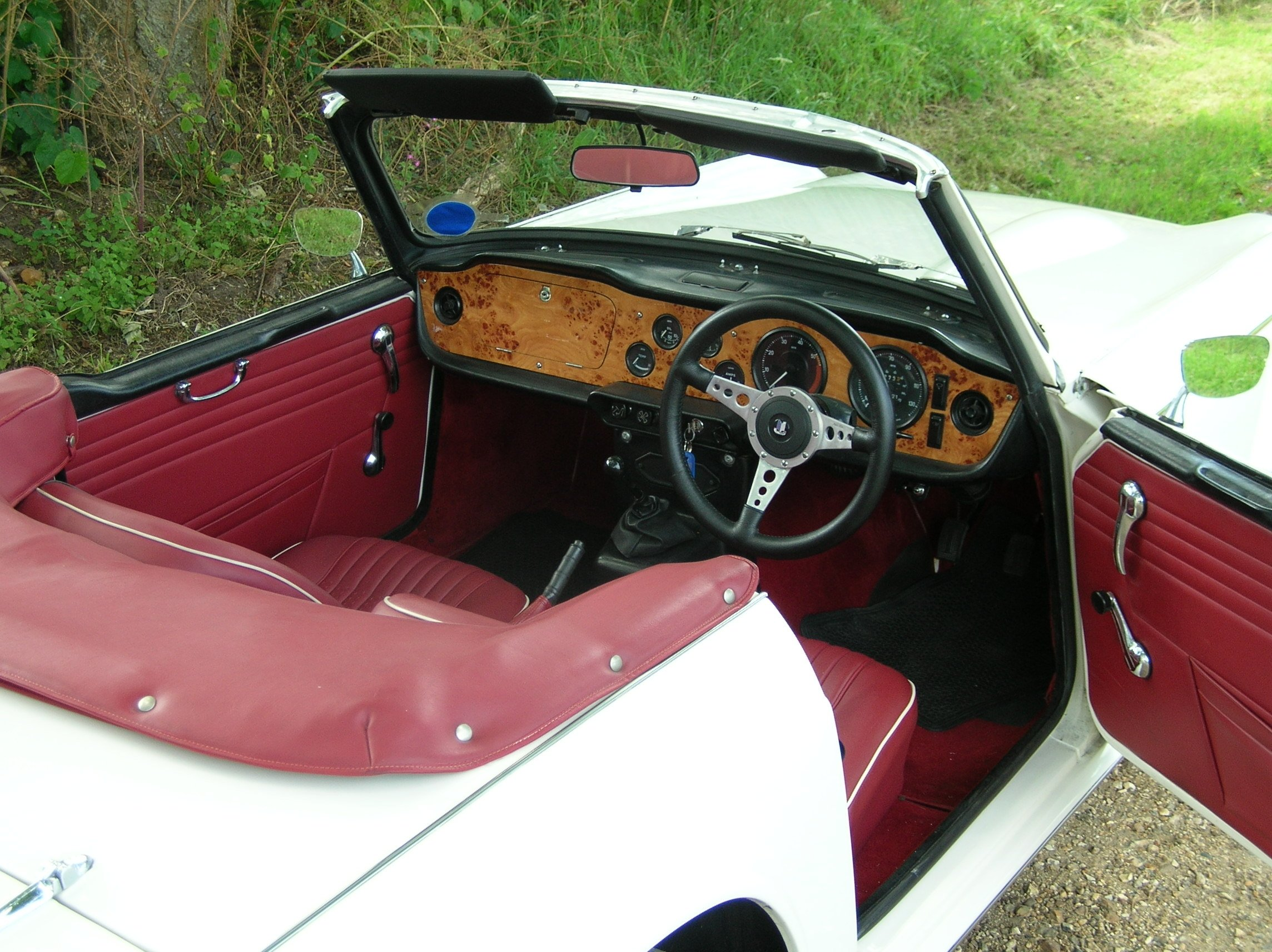
Interior

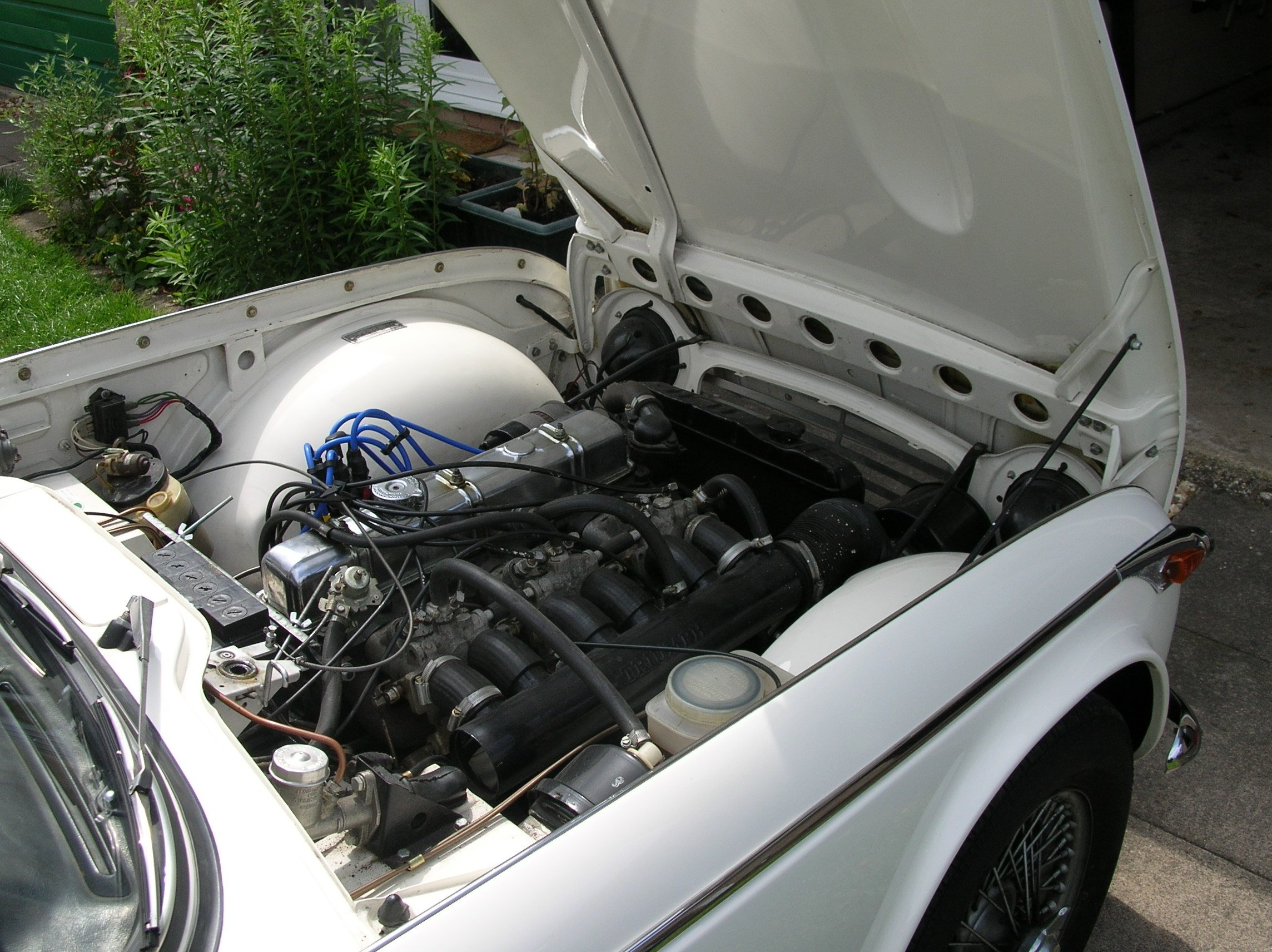
Compartimento del motor

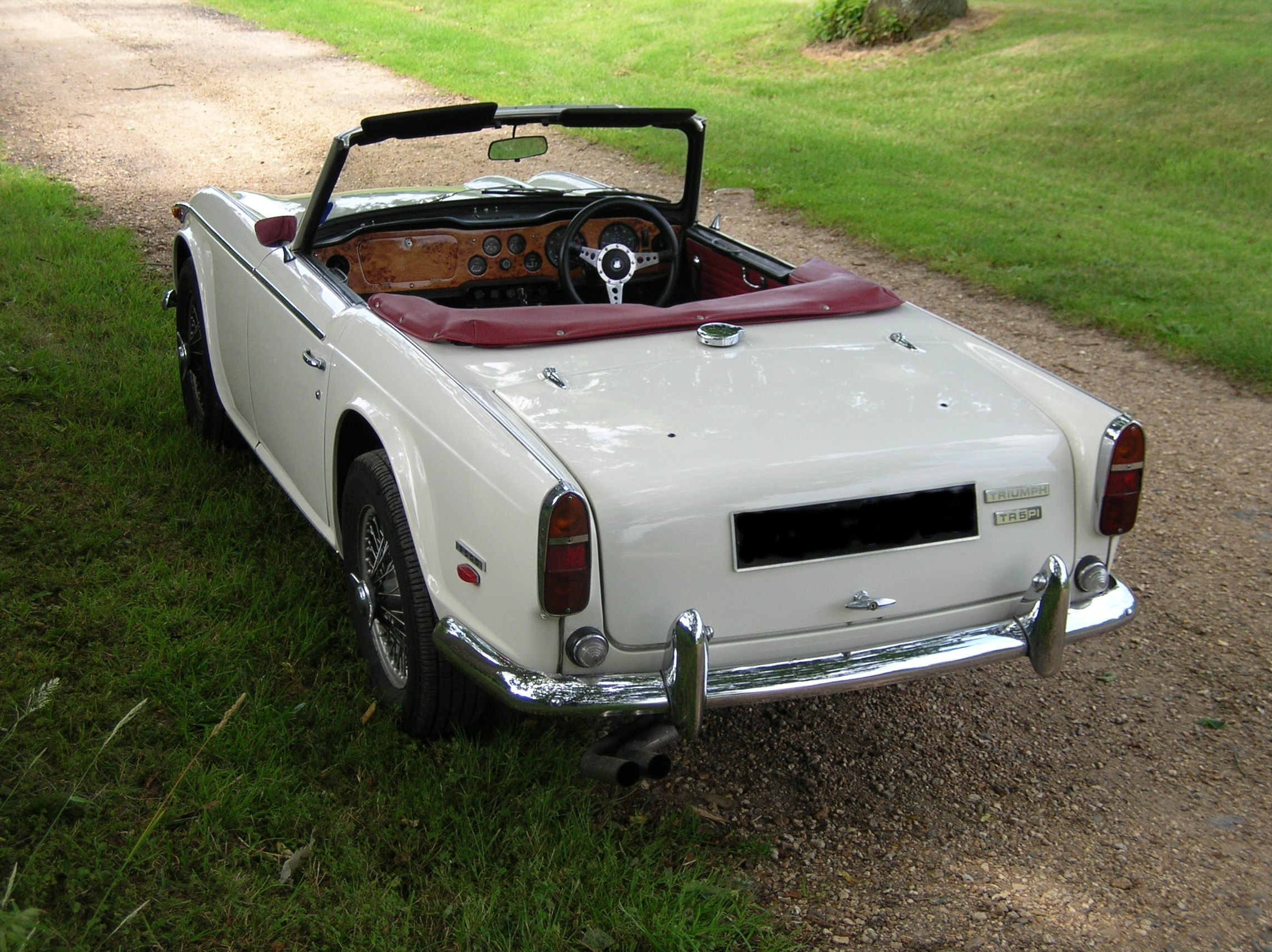
Vista trasera

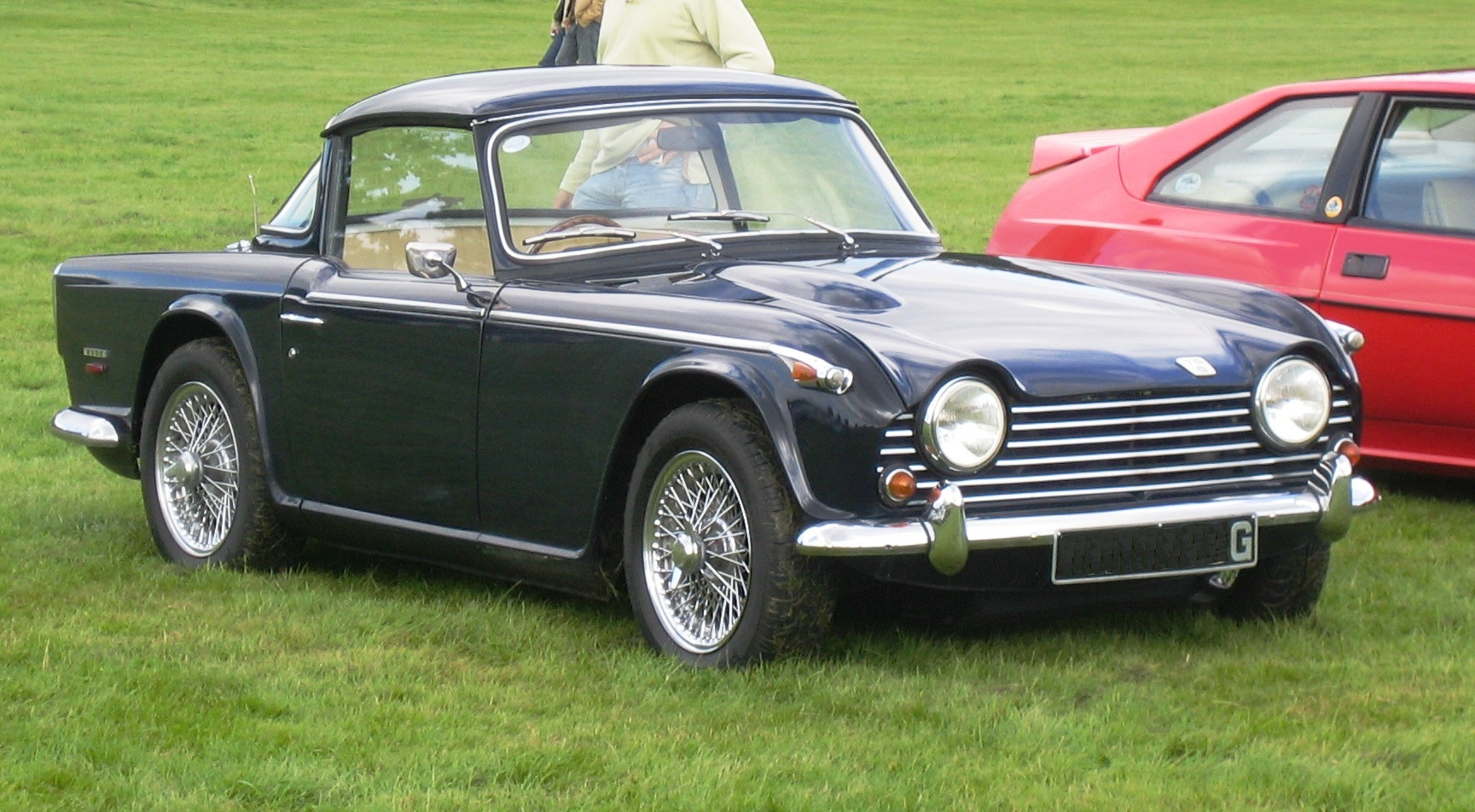
Con el techo puesto

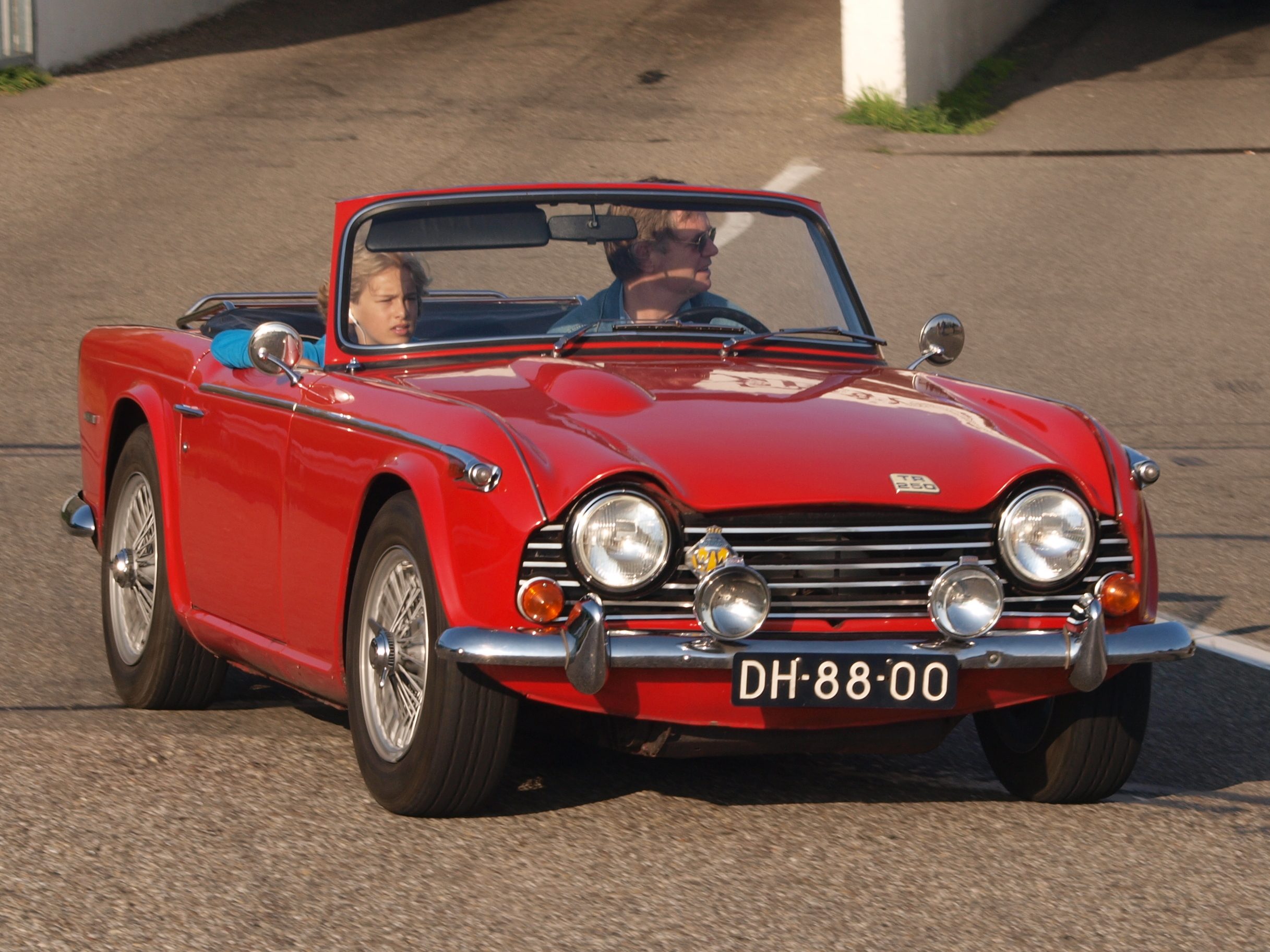
TR250

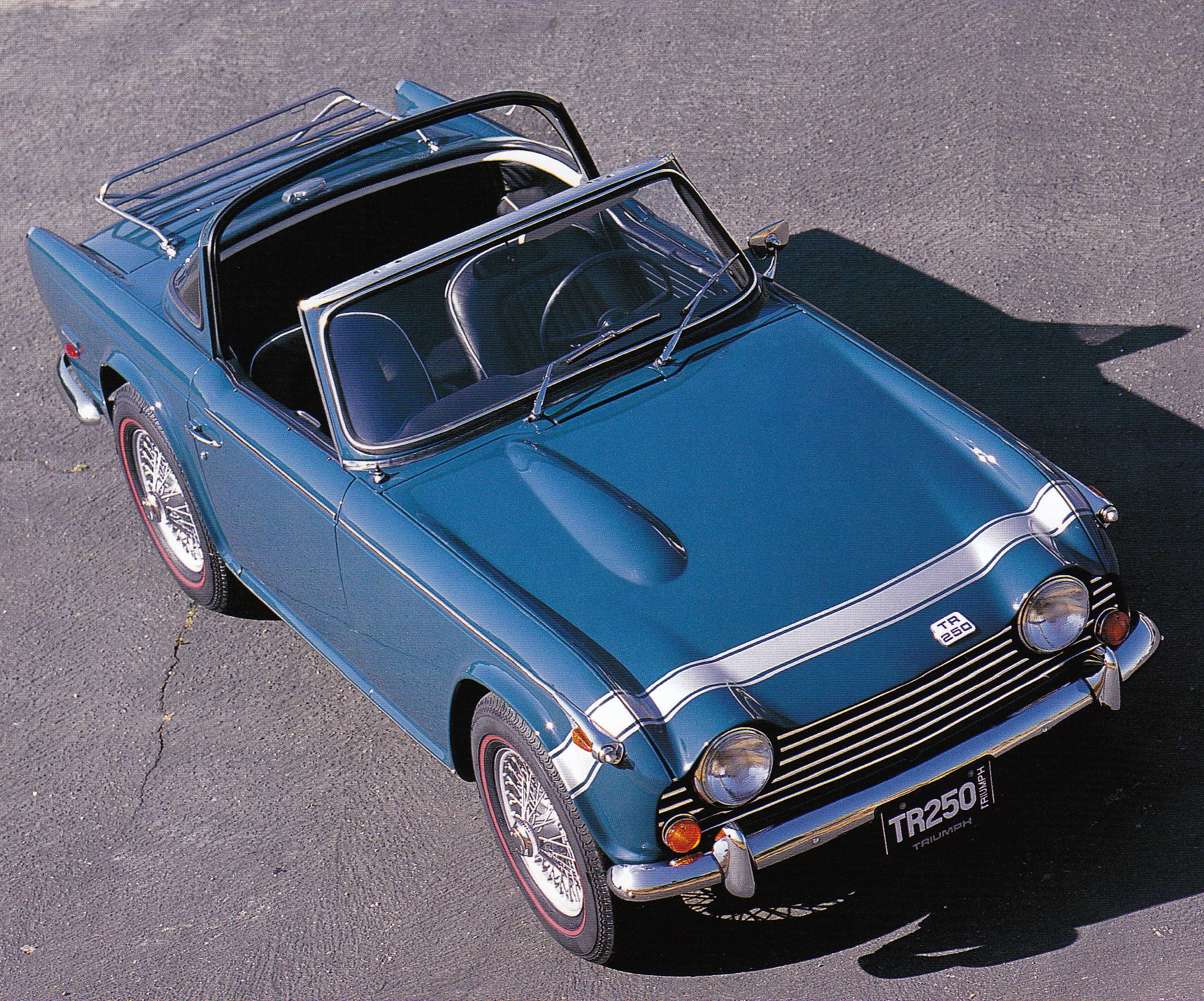
TR250 (techo Surrey) descapotado

El Triumph TR5 es un automóvil deportivo construido por Triumph Motor Company en Coventry, Inglaterra, entre agosto de 1967 y septiembre de 1968.
Visualmente similar al TR4 (también diseñado por Michelotti), el TR5 convertible disponía del motor Triumph I6 de seis cilindros en línea y 2.5 litros, mucho más potente, equipado con un sistema mecánico de inyección de combustible Lucas, produciendo 150 HP (152,1 CV). Las presiones de precios y los estándares de emisiones más estrictos en los EE. UU. dieron como resultado una versión con carburadores mucho menos potente, denominada TR250, vendida en el mercado norteamericano.
En ese momento, la inyección de combustible era poco común en los automóviles de carretera. Triumph afirmó en su folleto de ventas que era el "primer automóvil deportivo de producción británica con inyección de gasolina".

## TR5
El equipo estándar incluía freno de disco delanteros, suspensión independiente trasera, dirección de cremallera y una caja de cambios de cuatro velocidades. Los extras opcionales incluían sobredirecta y llantas de radios de alambre. En 1968, el precio básico del TR5 en el Reino Unido era de 1260 libras, impuestos incluidos, con llantas de radios de alambre por otras 38 libras, sobredirecta 60 más y una cubierta tonneau por otras 13 libras más.
El TR5 estaba disponible con el techo rígido "Surrey Top", un sistema de protección contra la intemperie con sección trasera rígida que incluía la luna trasera y una sección de tela extraíble sobre las cabezas del conductor y del pasajero.
Una característica curiosa del sistema de inyección de gasolina TR5/Lucas era un frecuente corte de energía intermitente cuando el depósito de combustible no estaba lleno en más de una cuarta parte. Con el fin de proporcionar combustible nuevo en el distribuidor, el combustible no usado se devolvía al depósito, donde entraba muy cerca de la bomba de combustible de alta presión. Cuando el nivel de combustible caía por debajo del nivel crítico (aproximadamente 3 galones), el salpicado hacía que la bomba recogiera una mezcla ligeramente aireada, que se enviaba al distribuidor de combustible. El combustible no utilizado (todavía aireado) regresaba de nuevo al depósito y se descargaba cerca de la bomba, enviándose parcialmente de nuevo al distribuidor. A medida que se repetía este ciclo, el volumen de aire en el combustible bombeado gradualmente alcanzaba un nivel que comenzaba a afectar al funcionamiento del motor. Agregar tan solo un galón al depósito parecía solucionar el problema. La berlina contemporánea de ingeniería similar, superó este problema con un depósito de gasolina especialmente diseñado para el modelo de inyección de combustible, incorporando un cuenco anti-salpicaduras para asegurar que la salida de combustible permaneciera cubierta de combustible cuando el nivel del tanque era bajo.

### Especificaciones
Datos tomados del folleto de ventas del Reino Unido.
- Motor: 2498 cc, 6 cilindros, 74,7 mm de diámetro, 95 mm de carrera, relación de compresión 9.5:1, 150 HP (152,1 CV)
- Radio de giro: 10,1 m (11,0 yd)
- Distancia al suelo: 152 mm (6 plg)
- Capacidad de equipaje:
  - Ancho máximo: 1180 mm (46,5 plg)
  - Altura máxima: 510 mm (20,1 plg)
- Capacidades:

Depósito de combustible: 51 litros (13,47 galAm)
Cárter del motor: 4,53 litros (1,20 galAm)
Caja de cambios: 1,13 litros (0,30 galAm)
- Aceleración:

30 a 50 millas por hora (48 a 80 km/h): 7 s
40 a 60 millas por hora (64 a 97 km/h): 7 s
60 a 80 millas por hora (97 a 129 km/h): 8 s
- 0,25 millas (0,40 km) desde parado: 16.5 s
- Relaciones de transmisión:

|             | Directa | 3ª   | 2ª   | 1ª    | Rev.  |
| ----------- | ------- | ---- | ---- | ----- | ----- |
| Relaciones  | 1.00    | 1.33 | 2.01 | 3.14  | 3.22  |
| Sobremarcha | 3.45    | 4.59 | 6.94 | 10.83 | 11.11 |

- Colores disponibles:[1]

| Pintura              | Interior             |
| -------------------- | -------------------- |
| Nuevo blanco         | Negro / Rojo matador |
| Triumph Racing Verde | Negro / Bronce claro |
| Rojo señal           | Negro                |
| Amarillo jazmín      | Negro / Bronce claro |
| Azul real            | Negro / Azul sombra  |
| Azul Valencia        | Negro / Bronce claro |

### Rendimiento
El motor de inyección de combustible podía impulsar el TR5 de 0 a 50 mph (80 km/h) en 6.5 segundos, alcanzando una velocidad máxima de 125 mph (201 km/h). Las pruebas de carretera en ese momento arrojaron cifras de rendimiento ligeramente diferentes:
|                      | Sports Car World (octubre de 1968) | Cars & Car Conversions (septiembre de 1968) | Motor (4 de mayo de 1968) |
| -------------------- | ---------------------------------- | ------------------------------------------- | ------------------------- |
| 0-50 mph (80,5 km/h) | 6.2 s                              | 6.4 s                                       | 6.3 s                     |
| Velocidad máxima     | 118 mph (189,9 km/h)               | 112 mph (180,2 km/h)                        | 117 mph (188,3 km/h)      |

El motor del TR5 también se usó en el TR6.

### Producción
El TR5 se produjo en pequeñas cantidades en comparación con el TR6 posterior, con solo 2947 unidades producidas; el primer coche se montó el 29 de agosto de 1967 y el último el 19 de septiembre de 1968. De estos, 1161 se destinaron al mercado británico, y el resto llevaron el volante a la izquierda y se exportaron a Francia, Bélgica y Alemania entre otros países. En el primer trimestre de 2011 había aproximadamente 410 TR5 con licencia y 74 SORN registrados con DVLA.

## TR250
El Triumph TR250 se fabricó durante el mismo período para el mercado norteamericano. Las presiones de precios y las regulaciones de emisiones más estrictas dieron como resultado que se instalaran dos carburadores Zenith-Stromberg en lugar del sistema de inyección de combustible de origen Lucas. Por lo demás, es casi idéntico.
El motor del TR250 rendía 111 bhp (81 kW), 39 caballos menos que el TR5. Para acelerar de 0 a 60 mph (0 a 96,6 km/h) tardaba 10,6 segundos. El TR250 también estaba disponible con el sistema de techo Surrey.
En 1968 se vendía en Norteamérica por aproximadamente 3395 dólares, con ruedas de radios de alambre en opción por 118 dólares más, sobredirecta por otros 175 y aire acondicionado por otros 395 dólares más.

### Especificaciones
Motor:
- 2,498 cc, seis cilindros en línea, diámetro interior 74,7 mm (2,9 plg), carrera 95 mm (3,7 plg), relación de compresión de 8.5: 1, 111 HP (83 kW; 113 CV) a 4.500 rpm

Radio de giro: 10,1 m (33 pies)
Capacidades:
Tanque de combustible: 51 litros (11.22 imp gal; 13.47 US gal)
Cárter del motor: 5,4 L (9,64 imp pt)
Caja de cambios: 1,13 L (2 imp pt)
Prestaciones:
De 0 a 60 mph (96,6 km/h): 10,6 segundos
De 0 a 100 mph (160,9 km/h): 39 segundos
Consumo de combustible: 23,5 millas por galón americano (10,0 L/100 km)

### Producción
Se construyeron un total de 8484 TR250 para el mercado estadounidense. Aproximadamente se conservan unas 600 ejemplares en todo el mundo. Muchos de ellos se pueden encontrar fuera de los Estados Unidos, principalmente en Europa.